# ميشيل عبود
ميشيل عبود (بالإنجليزية: Michel Abboud)‏ هو مهندس وفنان لبناني مُقيم في نيويورك، وهو المدير المؤسس لشركة المهندسين المعمارين SOMA ‏، وهي شركة معمارية تأسست عام 2004 في مدينة نيويورك.
حصل عبود على جائزة المعهد الأمريكي للمهندسين المعماريين الذهبية وجائزة جيمس بيرد في عام 2015، كما فاز مرتين بجائزة +Architizer A.
وفي عام 2010 حصل على جائزة Park51 الإسلامية للمركز الثقافي ويطلق عليها اسم سيء «مسجد الصفر الأرضي»، وقد وصفه صحفي بأنه «المهندس الأكثر إثارة للجدل الذي عرفته الولايات المتحدة»، وتم تعليق المشروع في نهاية المطاف لصالح 45 مكان منتزه وهو عبارة عن برج عمارات يبلغ طوله 665 قدمًا صممه أيضًا عبود.

## مشاريع

### 45 مكان منتزه
يقع في تريبيكا (مدينة نيويورك) ويُقَدَّر طوله بحوالي 667 قدم (203 م) ويتميز تصميم البرج بعملية «من الداخل إلى الخارج» التي تحولت الدور العلوي التقليدي في الحي إلى هيكل زجاجي عمودي حديث كما تم إعادة استخدام وحدات كاملة الطوابق بما في ذلك السقوف العلوية 16 قدم (4.9 م) ومصعد في وحدة، وللمبنى نوافذ زجاجية كاملة الارتفاع توفر مناظر بدون عائق لرؤية المدينة 360 درجة.

### كاليبسو (CALYPSO)
يقع كاليبسو في البحر بالكامل على طول ساحل خليج جونيه في شمال لبنان، ويمثل أحد الإنجازات الهندسية التي حققها عبود، فمن خلال اتصال جانبي فقط بالأرض يكون الهيكل السكني قادرًا على تحمل آثار الموجة المستمرة بارتفاع يصل إلى 18 قدم (5.5 م) دون تكبد الكسر، يعد الغلاف الزجاجي الفريد للهيكل هو الأول من نوعه الذي تم تصميمه على أنه مقاوم للأمواج، حصل التصميم على جائزة التصميم المعماري العالمي في عام 2019.

### يونيلكس (Unilux)
تم الترحيب به باعتباره «أعجوبة التصميم المعاصر وحل المشاكل على حد سواء»، فهو يعد مشروع قاعة عرض في بيروت بتكليف من مجموعة Unilux، ونظرًا للتحدي المتمثل في العمل على 7,000 قدم مربع (650 م2) -المساحة التي كانت في الغالب تحت الأرض- استخدم عبود مساحة الطابق السفلي في صالة العرض لعرض تجهيزات الإضاءة الموجودة في شاشات فردية تشبه الجدار من الأرضية إلى السقف، وفي الطابق العلوي استخدم عبود برنامج النمذجة الرقمية وسيناريو التصميم البارمتري لإنشاء مجموعة من 1000 مكعب ووضعها لخلق انطباع بوجود أرضية ديناميكية تموج والجدران والسقف، كما تتيح الأسطح المستمرة غير الخطية أن تظهر مساحة الطابق الأرضي أكبر من الحدود الضحلة الأصلية في حين أن تفاعل الضوء على المكعبات العاكسة يعزز بشكل مجازي وظيفة صالة العرض كمزود للضوء.

### موجة
نظرًا لموقعه على زاوية حي الأشرفية مار متر في بيروت واجه موقع WAVE السكني سلسلة من التحديات بسبب التعرض لأشعة الشمس وارتفاع درجة حرارة الشمس ومخاوف الخصوصية، ولتخفيف هذه المشكلات أنشأ عبود وفريقه نوعًا من «الجلد الثاني» للهيكل والذي يعمل كآلية فحص عن طريق استخدام نظام فتحات تهوية أفقية، حيث يسمح التصميم البارامتري التفاعلي للهيكل بالتحكم في عمق فتحات التهوية بواسطة برنامج داخلي يعتمد على مستوى التظليل والخصوصية المطلوبة، وتصبح فتحات التهوية أرق مع الحاجة إلى قدر أقل من الخصوصية أو المزيد من أشعة الشمس أو أعمق عندما تكون هناك حاجة لمزيد من الخصوصية أو التظليل، كما يمنح تأثير هذه الآليات الديناميكية للمبنى الخارجي مظهر وجود موجات عضوية، وقد فاز تصميم موجة المُلقب أيضًا بـ «مقاومات الموجة» بجائزة +Architizer A في عام 2017.

### شخص في نخلة جميرا
حطم عبود الأرقام القياسية في الشرق الأوسط بسبب تصميمه لأغلى مبنى يتم بناؤه في دبي.

## مشاريع مختارة أخرى
| مشروع البناء                   | الموقع                                   | التاريخ |
| ------------------------------ | ---------------------------------------- | ------- |
| منتجع عمشيت باي                | لبنان                                    | 2013    |
| فندق كارلتون                   | بيروت، لبنان                             | 2008    |
| موجة                           | بيروت، لبنان                             | 2010    |
| منتجع شاطئ نيكي                | دامور، لبنان                             | 2012    |
| بوبو                           | بيروت، لبنان                             | 2011    |
| البوابة                        | بيروت، لبنان                             | 2011    |
| الخروع                         | بيروت، لبنان                             | 2011    |
| البترون الملحق الأول والثاني   | البترون، لبنان                           | 2005    |
| ورشة مطبخ + بار                | لوس أنجلوس، كاليفورنيا، الولايات المتحدة | 2019    |
| طرطينيري                       | نيويورك، الولايات المتحدة                | 2009    |
| يازوزو                         | واشنطن العاصمة، الولايات المتحدة         | 2006    |
| نايا                           | نيويورك، الولايات المتحدة                | 2007    |
| هالة                           | أربيل، كوردستان                          | 2011    |
| 50 ليسبنارد                    | نيويورك، الولايات المتحدة                | 2012    |
| 93 كروسبي ذا لوفتس             | نيويورك، الولايات المتحدة                | 2006    |
| الجوزاء                        | دبي، الامارات العربية المتحدة            |         |
| الملك رود مول                  | جدة، المملكة العربية السعودية            | 2007    |
| شخص في مركز دبي المالي العالمي | دبي، الإمارات العربية المتحدة            | 2016    |
| ميناء خور دبي                  | دبي، الإمارات العربية المتحدة            | 2018    |
| ميدان 7 تايمز                  | نيويورك، الولايات المتحدة                |         |
| فندق شذا الدوحة                | الدوحة، قطر                              | 2013    |
| دبي مكان لانجهام               | دبي، الإمارات العربية المتحدة            | 2013    |
| مياسم                          | جدة، المملكة العربية السعودية            | 2018    |
| مراسي                          | مراسي، مصر                               | 2018    |
| سكن تلال بيفيرلي الخاص         | تلال بيفيرلي، كاليفورنيا                 | 2019    |
| منتجع فيلي أثيري الخاص         | دولة قطر                                 | 2018    |

## الجوائز والتقدير
| منظمة                        | الجائزة أو التقدير                                 | المشروع         | التاريخ |
| ---------------------------- | -------------------------------------------------- | --------------- | ------- |
| Architizer                   | جائزة A +                                          | موجة            | 2017    |
| Architizer                   | جائزة A +                                          | Unilux          | 2016    |
| مؤسسة جيمس بيرد              | جائزة تصميم المطعم                                 | ورشة مطبخ + بار | 2015    |
| مهندس الشرق الأوسط           | القائمة المختصرة لجائزة رئيس السنة                 |                 | 2015    |
| مجلة سكن                     | أفضل 10 مطاعم مصممة في أمريكا                      | ورشة مطبخ + بار | 2015    |
| Bisnow                       | أفضل 10 من أحدث المهندسين المعماريين               |                 | 2015    |
| جوائز الملكية الدولية        | أفضل هندسة استخدامات متعددة في شبه الجزيرة العربية | هالة            | 2012    |
| جوائز الملكية الدولية        | أفضل هندسة استخدامات مختلطة في العراق              | هالة            | 2012    |
| جوائز الملكية الدولية        | العمارة عالية الثناء متعددة الإقامة                | شاطئ نيكي       | 2012    |
| جوائز تصميم المطاعم والبارات | الفائز بالفئة                                      | ورشة مطبخ + بار | 2014    |
| جوائز IAIR                   | أفضل شركة للقيادة والتصميم المعماري                |                 | 2014    |
| جوائز العقارات الحقيقية      | أفضل مشروع متخصص                                   | خليج عمشيت      | 2014    |
| جوائز أخبار العالم الداخلية  | القائمة المختصرة-جائزة أفضل تصميم                  | Unilux          | 2015    |
| جوائز أخبار العالم الداخلية  | القائمة المختصرة - جائزة أفضل تصميم                | ورشة مطبخ + بار | 2013    |
| APR                          | جائزة التصميم والعمارة العالمية                    | CALYPSO         | 2019    |